# Martin Opitz
Martin Opitz von Boberfeld (Bolesławiec, 23 dicembre 1597 – Danzica, 20 agosto 1639) è stato un poeta e scrittore tedesco.

## Biografia
Nato a Bunzlau (Boleslawiec), nella Bassa Slesia, Martin era figlio di una coppia benestante. Frequentò il ginnasio della sua città natale, di cui suo zio era rettore, e dal 1617 la scuola Schonaichianum, a Beuthen an der Oder (Bytom Odrzański), dove intraprese anche lo studio della poesia francese, di quella olandese e di quella italiana. Nel 1618 entrò all'Università di Francoforte come studente di Literae Humaniores, e nello stesso anno pubblicò il suo primo saggio, Aristarchus, sive De contemptu linguae Teutonicae, che trattava del ruolo della lingua tedesca nella poesia.
Nel 1619 Opitz si recò a Heidelberg, dove divenne uno dei leader di una scuola di giovani poeti che contribuì all'ampliamento degli orizzonti culturali dell'università cittadina. L'anno successivo visitò Leida dove rese omaggio al poeta Daniel Heinsius (1580-1655). Gabriele Bethlen, principe di Transilvania, lo invitò nel 1622 a ricoprire il ruolo professore di filosofia presso il ginnasio di Gyulafehérvár, (Alba Iulia), in Transilvania. Qui condusse poi, per qualche tempo, una vita errante al servizio di vari nobili della regione.
Nel 1624 fu nominato consigliere del duca Giorgio Rudolf di Liegnitz (Legnica) e Brieg (Brzeg) nella Slesia, e nel 1625, come riconoscimento per una poesia composta per la morte dell'arciduca Carlo d'Austria, fu incoronato poeta laureato dall'imperatore Ferdinando II, che pochi anni dopo lo nobilitò anche con il titolo di "von Boberfeld". Venne poi eletto membro della Società dei Carpofori nel 1629, e nel 1630 si recò a Parigi, dove fece la conoscenza di Ugo Grozio, di cui tradusse il De veritate religionis christianae. Si stabilì nel 1635 nella città anseatica di Danzica, in Polonia, dove il re Ladislao IV lo nominò suo segretario personale e storiografo di corte. Qui morì di peste il 20 agosto 1639.

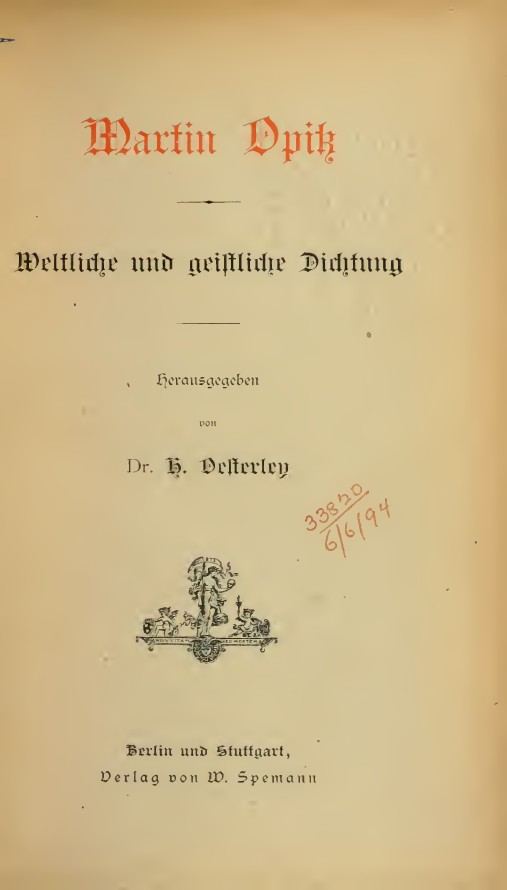
Weltliche und geistliche Dichtung (1888)

## Opere
Uomo di notevole cultura, Opitz fu anche ambizioso e mondano. Le sue poesie non sono numerose, mentre hanno maggiore rilievo le sue attività di teorico e studioso, in particolare nel campo dell'utilizzo della lingua tedesca alla quale riuscì a imprimere dignità letteraria, in particolare poetica.
Opitz è stato il promotore della cosiddetta prima scuola slesiana di poeti, e, nel corso della sua vita, venne considerato il più grande poeta tedesco. Anche se oggi non è comunque considerato un genio poetico, gli si può ragionevolmente riconoscere di essere stato il "padre della poesia tedesca" almeno per la forma; il suo Buch von der deutschen Poeterey (Libro dell'arte poetica tedesca, 1624) pose fine all'ibridismo formale che fino ad allora aveva prevalso nella poetica germanica, e stabiliva le norme per la "purezza" della lingua, dello stile, dei versi e delle rime. Tra le regole linguistiche che prescrisse vi fu una nuova rigorosità metrica con l'introduzione dei versi alessandrini, del sonetto e di altre caratteristiche poetiche tipiche delle lingue neolatine. Tra le raccolte esemplificative delle sue teorie vi furono Poesie tedesche, nel 1624, e Schäferei der Nymphe Hercinie (Pastorale della Ninfa Ercinia, 1630), componimento che presentava versi classici e leziosi.
Dafne, del 1627, per la quale Heinrich Schütz compose la musica, è la prima opera lirica tedesca. Nel 1637 dedicò la Geistliche Poemata (Poesie Religiose) alla duchessa di Slesia. Oltre a numerose traduzioni, Opitz nel 1639 curò anche l'edizione dell'Annolied, un poema dell'Alto tedesco medio risalente alla fine dell'XI secolo, preservandolo così dall'oblio dato che il manoscritto originale è andato poi perduto.